# Jacob Helms
Jacob Helms (14. marts 1824 i Sørbymagle – 10. oktober 1906 i Skjellerup) var en dansk kunstarkæolog, bror til Johannes Helms.
Helms, der var søn af sognepræst Søren Bagge Helms (død 1857) og Nicoline Marie, født Zeuthen, blev student fra Frederiksborg 1842, teologisk kandidat 1848. Allerede tidlig røbede Helms stor interesse for middelalderens kirkelige bygningskunst, en interesse, der særlig fandt næring, da han i 1850 blev ansat som adjunkt i Ribe, hvis domkirke som bekendt står i første række blandt vore kirkebygninger fra den romanske periode.
Under sin næsten 20-årige lærervirksomhed på nævnte sted foretog Helms med offentlig understøttelse rejser så vel her i landet som i Tyskland for at studere den ældre middelalders kirkelige bygningskunst, og en del af udbyttet fra undersøgelserne her hjemme nedlagdes dels i Ny kirkehistoriske Samlinger, dels i J.P. Traps topografi af Slesvig, til hvilken han i 1864 meddelte et betydeligt antal kirkebeskrivelser.
I 1869 blev Helms kaldet til sognepræst for Janderup-Billum i Ribe Stift, og året efter udkom hans hovedværk, resultatet af mange års studier: Ribe Domkirke. Et værdifuldt indlæg i sagen om Roskilde Domkirkes alder og stil i forbindelse med en skarp kritik af dr. theol. Wilhelm Rothes uheldige angreb på da afdøde Niels Laurits Høyens afhandlinger om dette spørgsmål offentliggjorde Helms i 1871 som et særligt lille skrift.
Som anerkendelse af Helms' litterære virksomhed blev han i 1873 optaget som medlem af Det kongelige danske Selskab for Fædrelandets Historie. I dette og det påfølgende år, i hvilket sidste Helms forflyttedes til Skjellerup-Ellinge på Fyn, undersøgte han for direktionen for de antikvariske mindesmærkers bevaring bl.a. samtlige kirker i Ribe Amt. Som Helms senere arbejde står indledningen til værket over Rødding Herreds kirker: Om Nørrejyllands Granitkirker (1884), Ribe Domkirke : i Anledning af Kirkens Hovedistandsættelse 1882-1904 (1904, i samarbejde med H.C. Amberg) og særligt Danske Tufstens-Kirker (2 bind, 1894).
Kultusministeriet søgte gentagende gange Helms bistand ved spørgsmål vedrørende restaurationer af vore kirkelige monumenter, således i 1882, da han blev medlem af en kommission til at gøre forslag om Ribe Domkirkes restauration.
Helms arbejder som helhed taget hører til det værdifuldeste, den danske litteratur ejede i hans levetid på dette område.
I 1851 ægtede H. Anna Cathrine Sophie Bang (død 1855) og 1856 hendes søster Ida Marie Sophie, døtre af konseilspræsident Peter Georg Bang.

## Galleri
- Mindeplade på Gravsgade 15 i Ribe